# Cauteovan Corona
Cauteovan Corona est une corona, formation géologique en forme de couronne, située sur la planète Vénus par 31,5° N et 142,9° E. Elle est localisée dans le quadrangle de Vellamo Planitia. Elle a été nommée en référence à Cauteovan, déesse Kataba (Colombie) de la fertilité. 

## Géographie et géologie
Cauteovan Corona couvre une surface circulaire d'environ 553 km de diamètre. Cette formation fait partie des 34 coronae de plus de 500 km de diamètre connues à la surface de Vénus.